# USS Detector (AMc-75)
USS Detector (AMc-75) – trałowiec typu Accentor. Pełnił służbę w United States Navy w czasie II wojny światowej.
Jego stępkę położono 29 maja 1941 w Gibbs Gas Engine Co. w Jacksonville (Floryda). Wszedł do służby 18 września 1941.
W czasie wojny pełnił służbę na Atlantyku w pobliżu wschodniego wybrzeża USA w 1. i 5. Dystrykcie Morskim. 17 lutego 1942 zatonął po kolizji ze zbiornikowcem „Oswego” w rejonie Bostonu. Został podniesiony, naprawiony i wcielony ponownie do służby.
Wycofany ze służby 13 lutego 1946. Przekazany Maritime Commission 8 kwietnia 1947.